# Frans Pettersson
Frans Johan Valdemar Pettersson, född 4 oktober 1879 i Hedvig Eleonora församling, Stockholm, död 4 februari 1945 i Stockholm, var en svensk idrottsledare.
Pettersson, till yrket maskinsättare, var 1908–1913 sekreterare i Svenska Velocipedförbundet. Han var ordförande i cykelklubbarna SK Iter, CS Ringen och CK Falken samt i Typografiska föreningens idrottssektions huvudstyrelse sedan 1942. Han var sedan 1908 ledare för typografernas gångtävling '"Djurgården runt" samt var 1934 en av stiftarna av Svenska Gångförbundet. Under signaturen "Tuxi" var han en av Sveriges flitigaste cykelsportskribenter, och skrev förutom nedanstående skrifter, artiklar i dags- och fackpressen. Pettersson är gravsatt på Norra begravningsplatsen utanför Stockholm.